# Downarowiczowie herbu własnego

Herb Downarowicz

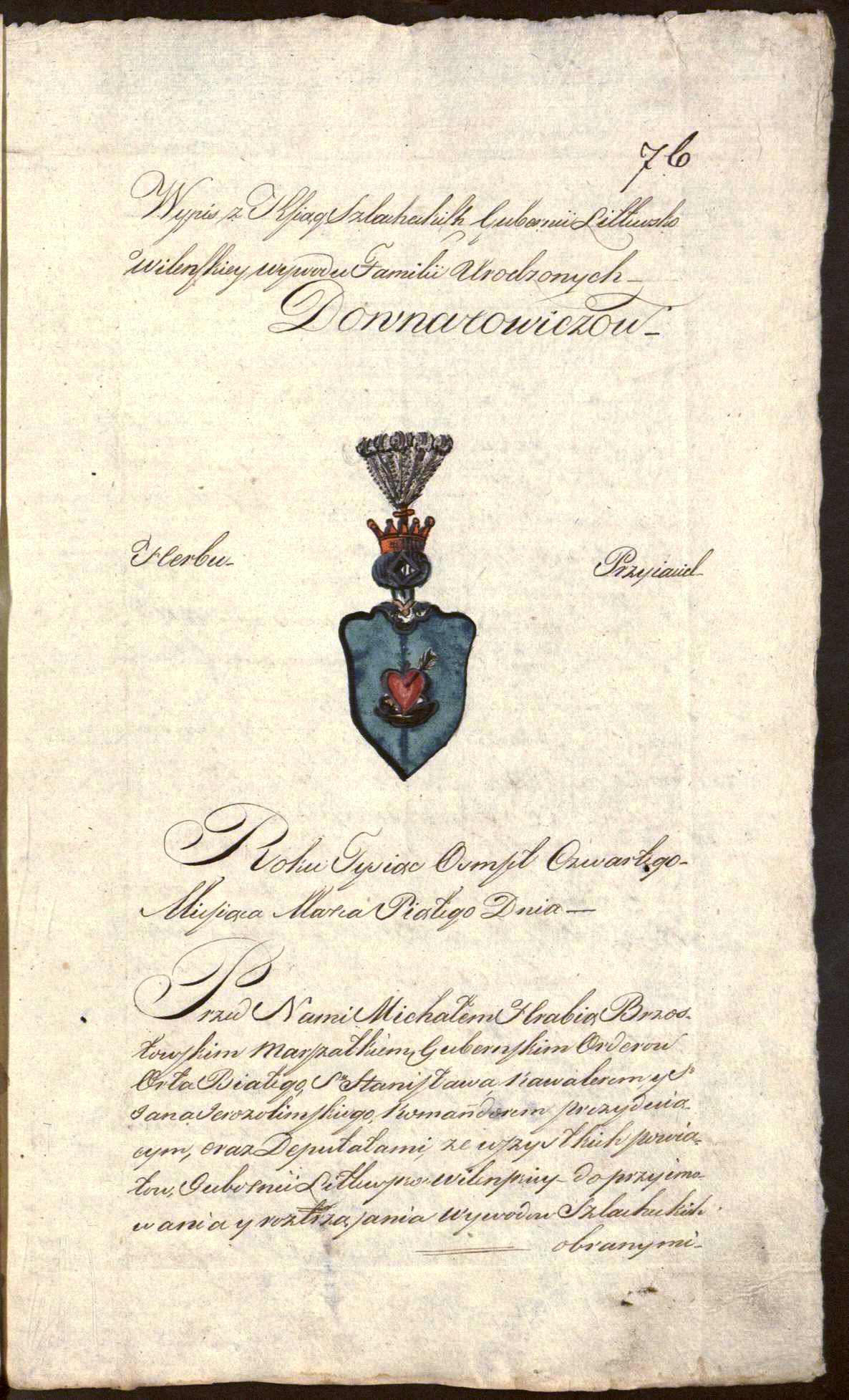
Wypis z Ksiąg Szlacheckich Gubernii Litewsko-Wileńskiey wywodu Familii Urodzonych Downarowiczów

Downarowiczowie (ros. Довнарович, be. Даўнаровіч, lt. Daunoravičius) – polski ród szlachecki pochodzenia litewskiego, zamieszkujący głównie Wielkie Księstwo Litewskie i tereny dzisiejszej Litwy i Białorusi. 
Ród Downarowiczów wywodzi się z Wielkiego Księstwa Litewskiego. Różni i liczni Downarowiczowie są notowani na popisach Wojska Wielkiego Księstwa Litewskiego w 1528, 1565 i 1567 r. 
W późniejszym okresie członkowie rodu zajmowali ważne urzędy w Wielkim Księstwie Litewskim oraz w Rzeczypospolitej Obojga Narodów.
Według Tadeusza Gajla Downarowiczowie używały herbów: Downarowicz, Aksak, Aksak II, Aksak III, Doręgowski, Mogiła, Przyjaciel, Rudnica.

## Znani przedstawiciele
- Andrzej Downarowicz – podstarości i sędzia grodzki wiski, regent i skarbnik wiski, konsyliarz konfederacji targowickiej, starosta radziłowski.
- Tadeusz Downarowicz – chorąży rzeczycki, poseł na Sejm Wielki.
- Stanisław Downarowicz (1874–1941) – polski działacz polityczny, inżynier, wolnomularz.
- Medard Downarowicz (1878–1934) – polski działacz polityczny, minister, poseł.
- Antoni Zygmunt Downarowicz (1881–1944) – polski inżynier technolog, budowniczy, architekt.
- Kazimierz Downarowicz (1885–1939) – polski inżynier, urzędnik dyplomatyczny, konsul RP w Belgii i Brazylii.
- Stefan Downarowicz (1909–1988) – polski architekt, członek Stowarzyszenia Architektów Polskich (SARP), uczestnik powstania warszawskiego.

## Rezydencje

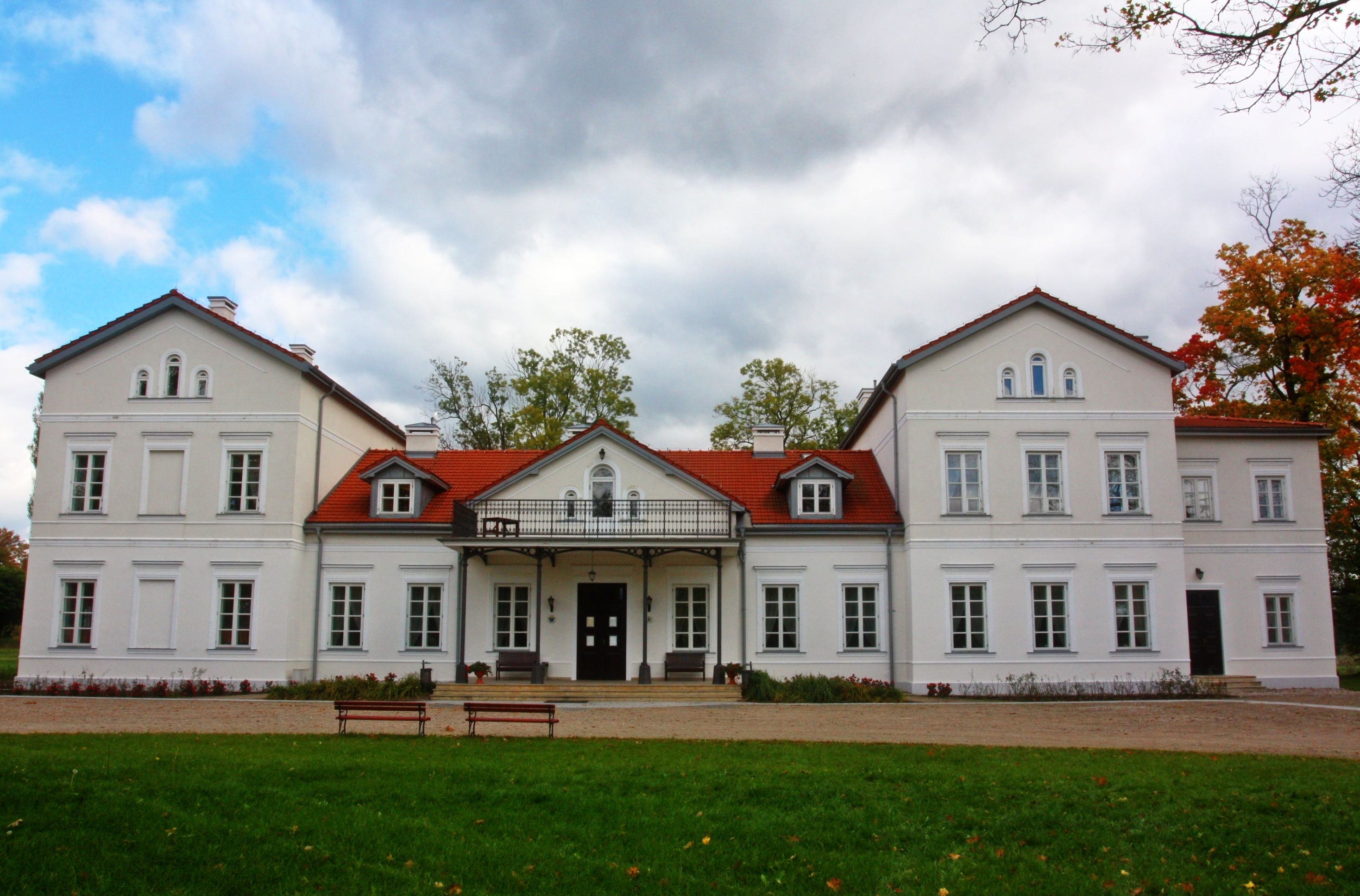
Dwór w Łochowie[2].
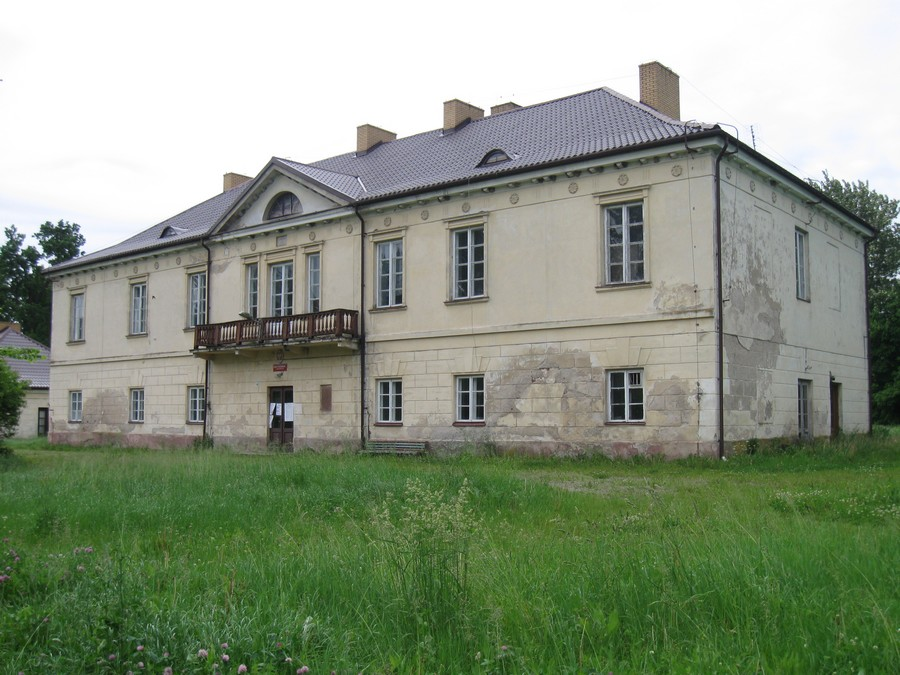
Dwór w Pawłowiczach[3].